# Mary Tourtel
Mary Caldwell, más conocida como Mary Tourtel, (Canterbury, 28 de enero de 1874 – 15 de marzo de 1948) fue una artista británica, creadora de la tira cómica Rupert Bear. Sus obras han vendido 50 millones de copias a nivel internacional.

## Trayectoria
Nació en Kent, y era la hija menor de Sarah Scott y Samuel Caldwell. Su padre fue un artista de vidrieras y cantero que restauró las vidrieras de la Catedral de Canterbury, su ciudad natal. Era una familia de artistas, y Mary estudió arte con Thomas Sidney Cooper en la Escuela de Arte Sidney Cooper en Canterbury, donde ganó la beca Príncipe de Gales. En 1897, realizó sus primeras publicaciones con ilustraciones para libros infantiles. Se casó con un editor del periódico Daily Express, Herbert Bird Tourtel, con quien viajó a Italia, Egipto e India, entre otros países, lo que influyó en los puntos de vista de algunas de sus ilustracionesl.
En 1920, creó al personaje Rupert Bear, en una época en la que había mucha competencia entre periódicos. El Daily Express competía con la tira Pip, Squeak y Wilfred del Daily Mirror, y la entonces popular tira cómica Teddy Tail del Daily Mail. A su marido, Herbert, se le propuso que produjera una nueva tira cómica que compitiera con las del Mail y el Mirror, e inmediatamente pensó en su esposa. Rupert Bear fue el resultado de todo esto, que se publicó por primera vez como un personaje sin nombre en una tira titulada Little Lost Bear el 8 de noviembre de 1920.

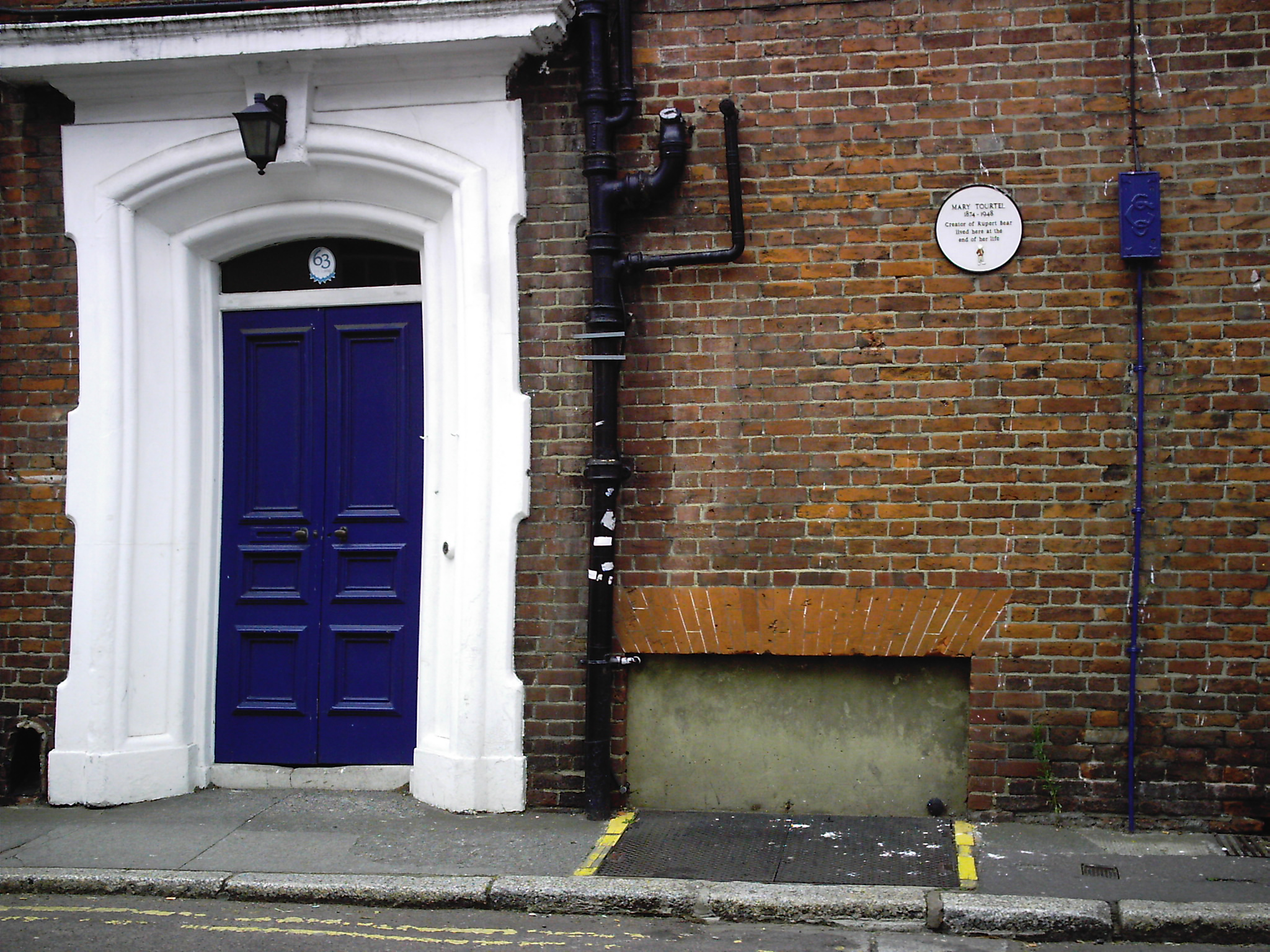
Placa en Ivy Lane, Canterbury, que marca el lugar donde Tourtel pasó sus últimos años

Las primeras tiras fueron subtituladas por su marido, a menudo en poesía, e ilustradas por Mary. Se publicaban dos viñetas diarias, con una historia corta debajo. Rupert era al principio un oso pardo hasta que el Daily Express recortó los gastos de tinta. Esta situación le terminó dando su icónico y característico color blanco a Rupert. El Rupert de Mary se parecía más a un oso real, con un andar pesado y más pelaje. La vibrante ropa roja y amarilla del Rupert contemporáneo era originalmente un suéter azul suave con pantalones grises. Mary dejó de dibujar a Rupert en 1935 cuando su vista comenzó a fallar.
En 1931, Herbert murió en un sanatorio alemán. Mary se jubiló cuatro años más tarde, en 1935, después de que su vista y su salud general se deterioraran. Las tiras de Rupert Bear fueron continuadas por un ilustrador de la revista Punch, Alfred Bestall. Mary vivió la mayor parte de su vida en diferentes hoteles, sin encontrar nunca un hogar fijo ya que prefería la libertad de viajar. Murió el 15 de marzo de 1948, a los 74 años, en el Hospital de Kent y Canterbury, una semana después de caerse en Canterbury High Street a causa de un tumor cerebral. Fue enterrada con su marido en la Iglesia de San Martín, en Canterbury. 

## Reconocimientos
En 2003, el Museo del Patrimonio de Canterbury, que luego cerró en 2018, abrió un ala especial dedicada exclusivamente a Rupert Bear. En 2004, se publicó una biografía sobre Mary Tourtel en el Dictionary of National Biography.

## Obra

### Series de Rupert
La lista completa de ilustraciones se puede encontrar en la Rupert Little Bear Library.

### Otros libros
- 1901 – A Horse Book. Grant Richards, Londres y F.A. Stokes Co., Nueva York
- 1902 – The Humpty Dumpty Book: Nursery Rhymes told in Pictures. Treherne, Londres
- 1903 – The Three Little Foxes. Grant Richards, Londres
- 1903 – Matchless A B C. Treherne, Londres
- 1908 – The Strange Adventures of Billy Rabbit. M.A. Donohue & Co.

### Como ilustradora
- 1900 – The Rabbit Book. De Bruce Rogers. M.A. Donohue & Co., Chicago